# Mața - Cârja - Rădeanu
Mața - Cârja - Rădeanu este o arie de protecție specială avifaunistică (sit SPA) situată în partea estică a României, pe teritoriile județelor Galați (34%) și Vaslui (66%).

## Localizare
Aria naturală se întinde în extremitatea nord-estică a județului Galați, pe teritoriile administrative ale comunelor Cavadinești, Oancea și Suceveni și în ce sud-estică a județului Vaslui, pe teritoriile comunelor Blăgești și Fălciu și pe cel al orașului Murgeni. Situl se află în imediata apropiere a drumului național DN26 care leagă municipiul Galați de Murgeni.

## Înființare
Situl ”Mața - Cârja - Rădeanu” (cu o suprafață totală de 5.871,2 ha.) a fost declarat arie de protecție specială avifaunistică prin Hotărârea  de Guvern nr. 971 din 5 octombrie 2011 (pentru modificarea și completarea Hotărârii Guvernului nr. 1.284/2007 privind declararea ariilor de protecție specială avifaunistică ca parte integrantă a rețelei ecologice europene Natura 2000 în România). Acesta include parcul național Lunca Joasă a Prutului Inferior și rezervațiile naturale: Lacul Pochina și Lunca joasă a Prutului.

## Biodiversitate
Încadrat în bioregiunea geografică stepică a Podișului Bârladului (secțiune central-sudică a Podișului Central Moldovenesc) ce cuprinde lunca Prutului și Dealurile Fălciului; situl dispune de șapte tipuri de habitate naturale: Ape dulci continentale (stătătoare, curgătoare), Culturi cerealiere extensive (inclusiv culturile de rotație cu dezmiriștire), Mlaștini, smârcuri, turbării, Păduri caducifoliate, Pajiști ameliorate, Pajiști uscate, stepe și Plantații de arbori sau arbusti (inclusiv livezi, crânguri, vii); ce asigură adăpost și condiții prielnice de odihnă, hrănire, cuibărire și reproducere pentru diferite specii de păsări migratoare.

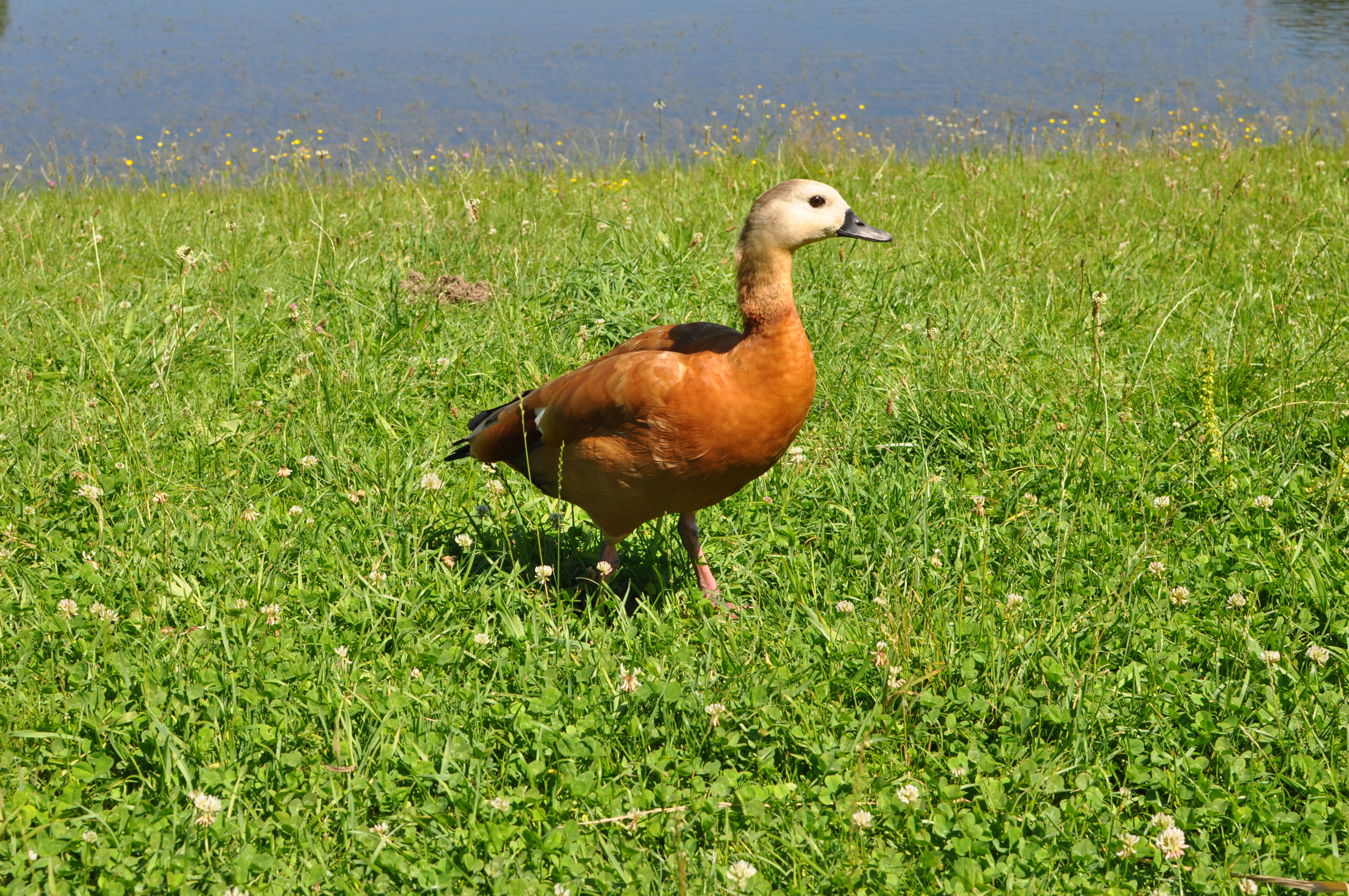
Călifar roșu (Tadorna ferruginea)

La baza desemnării sitului se află mai multe specii avifaunistice protejate la nivel european prin Directiva 79/409/CEE din 2 aprilie 1979 (privind conservarea păsărilor sălbatice) sau aflate pe lista roșie a IUCN; astfel: stârc roșu (Ardea purpurea), stârc galben (Ardeola ralloides), stârc cenușiu (Ardea cinerea), pescăruș albastru (Alcedo atthis), acvilă de câmp (Aquila heliaca), gâscă de vară (Anser anser), rață roșie (Aythya nyroca), rață fluierătoare (Anas penelope), rață pestriță (Anas strepera), rață mică (Anas crecca), rață mare (Anas platyrhynchos), rață cârâitoare (Anas querquedula), rață lingurar (Anas clypeata), rață cu cap castaniu (Aythya ferina), rață scufundătoare (Aythya marila), buhai de baltă (Botaurus stellaris), gâscă cu gât roșu (Branta ruficollis), șorecar comun (Buteo buteo), barză albă (Ciconia ciconia), barză neagră (Ciconia nigra), erete de stuf (Circus aeruginosus), erete vânăt (Circus cyaneus), caprimulg (Caprimulgus europaeus),  chirighiță cu obraz alb (Chlidonias hybridus), lebădă de vară (Cygnus olor), prundaș gulerat mic (Charadrius dubius), egretă mică (Egretta garzetta), egretă mare (Egretta alba), lișiță (Fulica atra), stârc pitic (Ixobrychus minutus), sfrâncioc roșiatic (Lanius collurio), sfrânciocul cu frunte neagră (Lanius minor), sitar de mal (Limosa limosa), pescăruș râzător (Larus ridibundus), pescăruș argintiu (Larus cachinnans), gaie neagră (Milvus migrans), prigoare (Merops apiaster), culic mare (Numenius arquata), stârc de noapte (Nycticorax nycticorax), pelican comun (Pelecanus onocrotalus), țigănuș (Plegadis falcinellus), lopătar (Platalea leucorodia), cormoran mic (Phalacrocorax pygmeus), cormoran mare (Phalacrocorax carbo), corcodel cu gât negru (Podiceps nigricollis), guguștiuc (Streptopelia decaocto), călifar roșu (Tadorna ferruginea), călifar alb (Tadorna tadorna), fluierar negru (Tringa erythropus), fluierar cu picioare roșii (Tringa totanus) și nagâț (Vanellus vanellus).

## Căi de acces
- Drumul național DN24, pe ruta: Vaslui - Secuia - Crasna - Sălcioara - Stișești - Șuletea - Floreni - Murgeni (68 km.) - drumul național DN24A până la Rânzești.